# Comarque de Nalón
La comarque de Nalón est l'une des huit comarques fonctionnelles ou aires de planification territoriale qui devraient voir le jour après l'accès au statut d'autonomie des Asturies. Elle comprend les consejos (communes) de :
- Caso ;
- Sobrescobio ;
- Laviana ;
- San Martín del Rey Aurelio ;
- Langreo.